# Zacarías M. de la Riva
Zacarías Martínez de la Riva conegut artísticament com a Zacarías M. de la Riva (Barcelona, 12 d'agost de 1972) és un compositor espanyol de bandes sonores de pel·lícules, conegut com l'autor de la banda sonora de Les aventures de Tadeu Jones.

## Biografia
Riva va començar la carrera d'enginyer de telecomunicacions. El 1992 va assistir a la Berklee College of Music de Boston, on va obtenir un doble grau en composició i música de pel·lícules. Després de graduar-se, Riva va tornar a Espanya i va començar a treballar amb joves directors. Va passar els seus primers anys com a compositor proporcionant música per a curtmetratges.
Des del 2000, va començar a col·laborar com a orquestrador d'artistes coneguts com a Juan Bardem, Lucio Godoy i Roque Baños. Posteriorment va fer el seu treball musical en un llargmetratge per a la pel·lícula titulada Jaizkibel del 2001. El 2004 va compondre la música del primer curt d'animació de Tadeo Jones, que va guanyar un Goya al millor curtmetratge d'animació. El mateix any va compondre música per a diverses pel·lícules, incloses Sota l'aigua tranquil·la, La monja i Spectre
El 2006 va conèixer el productor de cinema Elías Querejeta i va treballar en diversos documentals: Noticias de una guerra (2006), Cerca de tus ojos (2008) i Las catedrales de vino (2009). El 2007 va conèixer a Manuel Carballo i va compondre la música per a la seva opera prima, El último justo. També va compondre la banda sonora d'un altre llargmetratge, Exorcismus: The Possession of Emma Evans. El 2008, va començar a treballar en pel·lícules internacionals, entre les quals hi havia La dona de l'anarquista, Carmo i Imago Mortis.
El 2014 va escriure la música per a la pel·lícula de ciència-ficció Autómata. La crítica va rebre una bona acollida pels crítics de música de cinema i va ser nominada a la millor banda sonora de ciència-ficció en diversos festivals. I fou nominat a la millor banda sonora dels Premis Goya, dels Premis Gaudí i de les Medalles del Cercle d'Escriptors Cinematogràfics pel seu treball a Les aventures de Tadeu Jones.
El 2015 va compondre música per a tres llargmetratges. Una va ser una pel·lícula d'animació mexicana Un gallo con muchos huevos, que va ser la primera pel·lícula d'animació mexicana a rebre una àmplia publicació als Estats Units. Un altre fou la pel·lícula experimental francesa, Évolution, dirigit per Lucile Hadžihalilović, que va guanyar el premi especial del jurat al Festival Internacional de Cinema de Sant Sebastià. La tercera va ser una pel·lícula de terror anglesa, The Rezort, dirigida per Steve Barker.
El 2016 va compondre per al thriller indie hispano-estatunidenc Pet, dirigida per Carles Torrens. La seva música ha estat interpretada per diverses orquestres espanyoles conegudes, com ara l'orquestra RTVE, l'Orquestra d'Euskadi, l'Orquestra Simfònica de Tenerife i l'Orquestra Ciutat de Granada.

## Filmografia
| Any  | Pel·lícula                             |
| ---- | -------------------------------------- |
| 1998 | Negra Rosa (curt)                      |
| 1999 | Silencios (curt)                       |
| 1999 | 8, 9 y 10 (curt)                       |
| 2001 | Jaizkibel                              |
| 2003 | El Cid: La leyenda                     |
| 2003 | Niebla (curt)                          |
| 2004 | Tadeo Jones (curt)                     |
| 2005 | Sota l'aigua tranquil·la               |
| 2005 | La monja                               |
| 2006 | Regreso a Moira                        |
| 2006 | Coming to Town                         |
| 2006 | Noticias de una guerra (documental)    |
| 2007 | El último Justo                        |
| 2007 | Tadeo Jones y el sótano maldito (curt) |
| 2008 | La dona de l'anarquista                |
| 2008 | Carmo                                  |
| 2008 | Delaney (curt)                         |
| 2009 | Imago Mortis                           |
| 2009 | Hierro                                 |
| 2009 | Chuckle Boy (curt)                     |
| 2009 | Cerca de tus ojos (documental)         |
| 2010 | Exorcismus                             |
| 2010 | Mi amigo invisible (curt)              |
| 2011 | Floquet de neu                         |
| 2011 | Luz de mar (documental)                |
| 2011 | Voces desde Mozambique (documental)    |
| 2011 | ¿Estás ahí?                            |
| 2011 | Las catedrales del vino (documental)   |
| 2012 | Les aventures de Tadeu Jones           |
| 2012 | La mano de Nefertiti (curt)            |
| 2012 | Dictado                                |
| 2013 | La estrella                            |
| 2013 | Sequence (curt)                        |
| 2014 | Autómata                               |
| 2014 | Alice Through the Looking Glass (curt) |
| 2014 | No digas nada (curt)                   |
| 2014 | Récord (curt)                          |
| 2015 | Un gallo con muchos huevos             |
| 2015 | Évolution                              |
| 2015 | The Rezort                             |
| 2016 | Nieve negra                            |
| 2016 | Pequeños héroes                        |
| 2016 | PET                                    |
| 2017 | Tadeu Jones 2: El secret del rei Mides |
| 2017 | Jota                                   |
| 2017 | Bent                                   |
| 2017 | Hombre de Fe                           |
| 2018 | Edict of Expulsion 1492                |
| 2018 | Nightfall                              |

## Premis
- 2015 : Premi MundoBSO a la millor banda sonora espanyola de l'any - Autómata
- 2014 : Premis Goldspirit a millor compositor espanyol de l'any i a millor banda sonora espanyola de l'any - Autómata
- 2014 : Premi de la Crítica Cinematogràfica Espanyola a millor banda sonora de l'any - Autómata
- 2013 : Premi al Festival de Medina del Campoo a millor música original - Sequence
- 2007 : Premi al Festival Internacional de Cinema d'Alcalá de Henares a millor música - Tadeo Jones y el sótano maldito
- 2006 : Premi al Festival de CineMálaga a millor música - Tadeo Jones
- 2005 : Premi al Festival de Cinema Dos Hermanas a millor música - Tadeo Jones
- 2004 : Premi al Festival de Cinema d'Elx a millor música - Niebla